# Vila Vila (Sacaca)
Vila Vila ist eine Ortschaft im Departamento Potosí im südamerikanischen Anden-Staat Bolivien.

## Lage im Nahraum
Vila Vila ist viertgrößte Ortschaft im Municipio Sacaca in der Provinz Alonso de Ibáñez. Die Ortschaft liegt auf einer Höhe von 3863 m auf einer der Hochflächen der Cordillera Azanaques am Oberlauf des Rio Huancu. Die Bergrücken um Vila Vila herum erheben sich bis auf Höhen von etwas über 4000 m.

## Geographie
Vila Vila liegt östlich des bolivianischen Altiplano im nördlichen Teil der Cordillera Central. Das Klima der Region ist ein typisches Tageszeitenklima, bei dem die täglichen Temperaturschwankungen stärker ausfallen als die jahreszeitlichen Schwankungen.
Der Jahresniederschlag beträgt etwa 550 mm (siehe Klimadiagramm Sacaca), bei einer deutlichen Trockenzeit von April bis Oktober mit weniger als 20 mm Monatsniederschlag, und einer kurzen Feuchtezeit im Januar und Februar mit Niederschlägen deutlich über 100 mm. Die mittlere Durchschnittstemperatur der Region liegt bei 9,5 °C und schwankt nur unwesentlich zwischen 5 °C im Juni/Juli und 12 °C im November/Dezember.

## Verkehrsnetz
Vila Vila liegt in einer Entfernung von 217 Straßenkilometern südöstlich von Oruro, der Hauptstadt des benachbarten Departamento Oruro.
Von Oruro führt die asphaltierte Nationalstraße Ruta 1 in südlicher Richtung 22 Kilometer über Vinto nach Machacamarquita, acht Kilometer nördlich von Machacamarca gelegen. In Machacamarquita zweigt die Ruta 6 in südöstlicher Richtung ab und erreicht über Huanuni und über Passhöhen von mehr als 4.500 m nach 79 Kilometern die Stadt Llallagua. Von dort führt die Ruta 6 weitere sieben Kilometer in die Provinzhauptstadt Uncía. Hier zweigt eine unbefestigte Landstraße nach Osten ab, die in nordöstlicher Richtung über Chayanta und Irupata  nach Colloma und weiter nach Acasio führt. Hinter Colloma zweigt nach 26 Kilometern eine Landstraße nach Norden ab, die nach weiteren 26 Kilometern Vila Vila erreicht.

## Bevölkerung
Die Einwohnerzahl des Ortes ist im vergangenen Jahrzehnt um fast ein Fünftel angestiegen:
| Jahr | Einwohner   | Quelle       |
| ---- | ----------- | ------------ |
| 1992 | keine Daten | Volkszählung |
| 2001 | 263         | Volkszählung |
| 2012 | 307         | Volkszählung |
| 2024 |             | Volkszählung |

Die Region weist einen hohen Anteil an Quechua-Bevölkerung auf, im Municipio Sacaca sprechen 84,5 Prozent der Bevölkerung die Quechua-Sprache.